# Paweł Olszański
Paweł Olszański (ur. 6 grudnia 1970) – polski lekkoatleta, który specjalizował się w biegu na 400 metrów.Medalista halowych mistrzostw Polski seniorów, ma w dorobku jeden brązowy medal (Spała 1991). Trzykrotny finalista mistrzostw Polski seniorów, reprezentował barwy LKS Technika Pracze i LKS Błękitni Osowa Sień. W 1991 reprezentował Polskę w finale B Pucharu Europy, zajmując 4. miejsce w sztafecie 4 x 400 m. Członek Zarządu Polskiego Związku Lekkiej Atletyki w kadencji 2012–2016.
Rekordy życiowe: stadion – 47,55 (23 czerwca 1990, Zielona Góra); hala –  48,81 (24 lutego 1991, Spała).
Od roku 2008 pełni funkcję wiceprezesa Dolnośląskiego Związku Lekkiej Atletyki. Od 1 lutego 2017 do 2 kwietnia 2020 roku był sekretarzem generalnym PZLA. Założyciel lokalnego klubu Echo Twardogóra

## Działalność Samorządowa
W roku 2024 wystartował w Wyborach samorządowych, jako kandydat Koalicji Obywatelskiej do rady  powiatu oleśnickiego z okręgu numer 3. Uzyskał mandat z poparciem 981 wyborców, później został wybrany wiceprzewodniczącym rady tego powiatu.